# シェルバン・ドルレアン

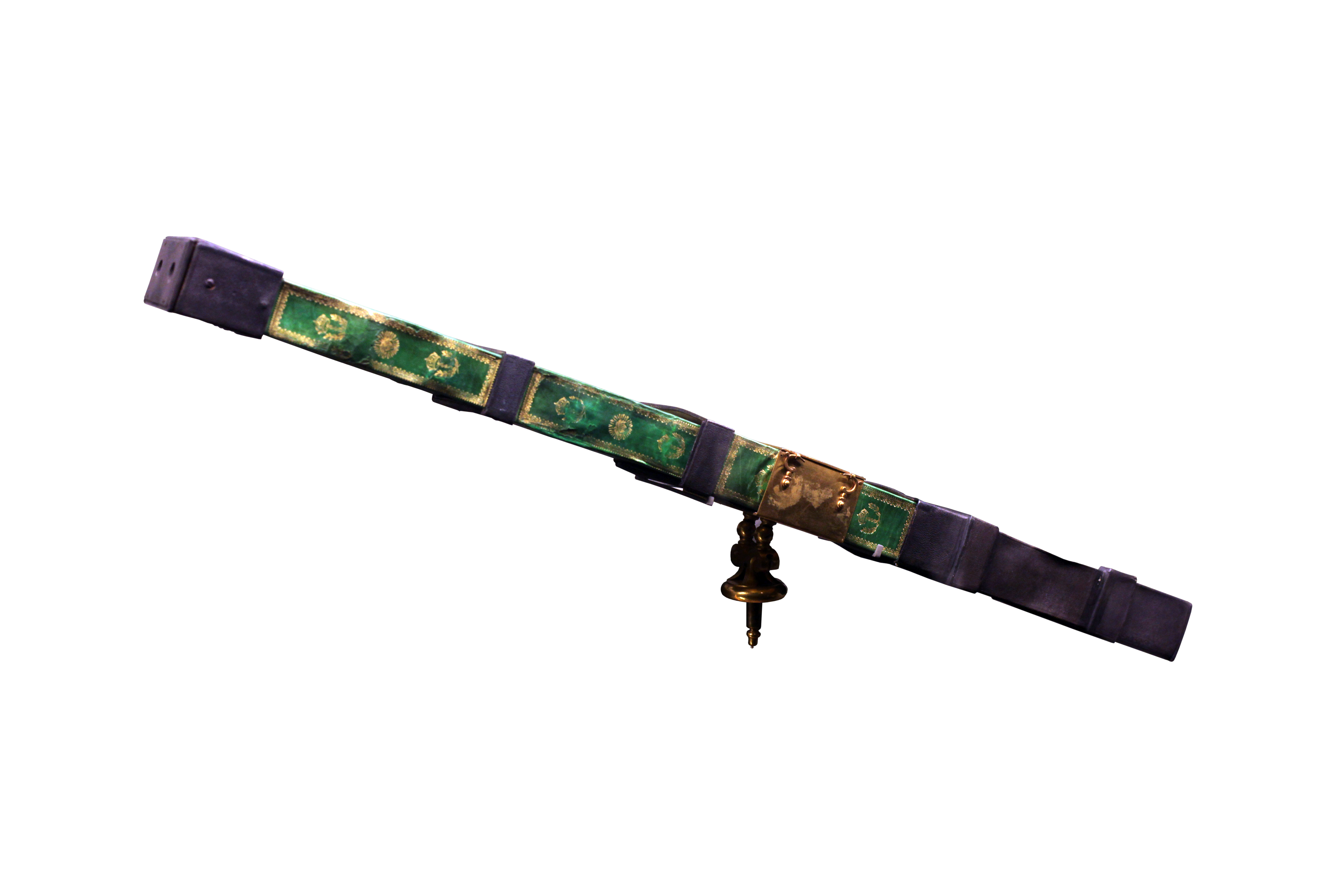
パリ工芸博物館に展示されているシェルバン製作の双眼屈折望遠鏡

シェルバン・ドルレアン（フランソワ・ラセレ、仏: Chérubin d'Orléans、1613-1697年）はフランスの科学機器製作者。

## 生涯
カプチン・フランシスコ修道会士で、優れた物理学者であった。
光学と視覚の関係に関する研究に力を注ぎ、『La dioptrique oculaire』と『La vision parfaite』（それぞれパリ、1671年と1677年）の中で考察した。
彼は双眼望遠鏡を開発し、レンズを短い管に置き換えた特殊な接眼レンズを考案。
また製作した可能性もある。
また、目のレンズ機能を研究するために、眼球の模型を製作したことも知られている。
また、解剖顕微鏡とも呼ばれる実体顕微鏡も発明している。

## 業績

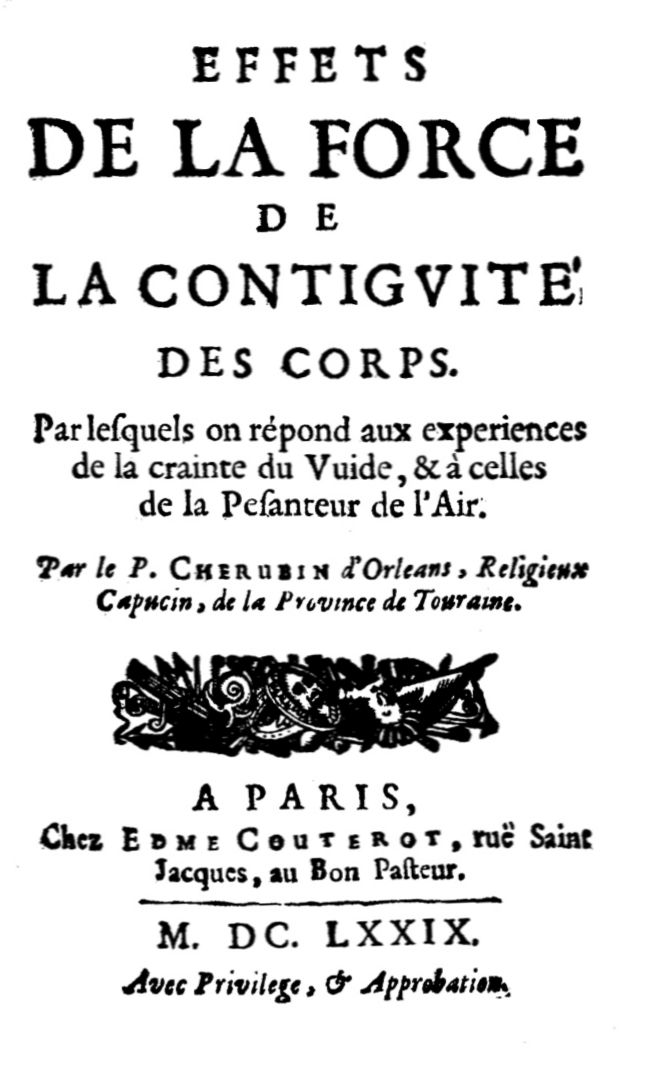
著書「Effets de la force de la contiguité des corps, par lesquels on répond aux experiences de la crainte du vuide, et à celles de la pesanteur de l'air」（1679年）

- (フランス語) Effets de la force de la contiguité des corps, par lesquels on répond aux experiences de la crainte du vuide, et à celles de la pesanteur de l'air. Paris: Edme Couterot (1.). (1679)